# Poephila personata
El diamante enmascarado o pinzón enmascarado (Poephila personata) es una especie de ave paseriforme de la familia Estrildidae endémica de la sabana seca del norte de Australia, desde Kimberley, cruzando el Top End y el golfo de Carpentaria hasta la parte más meridional de la península del Cabo York. A pesar de la gran área de distribución siempre se encuentra cerca del agua.

## Descripción
El pinzón enmascarado mide entre 12,5-13,5 cm de largo. El único dimorfismo sexual presente en la especie corresponde a que el macho es más grande que la hembra, a pesar de esto ambos son muy parecidos. Es color canela-café en la parte superior y más pálido en la inferior, con la rabadilla de color blanco, una marca negra en los flancos y una máscara negra en el rostro. Tiene un pico de color amarillo muy vistoso y una cola negra terminada en punta. La subespecie P. p. leucotis, que se puede encontrar en la parte este  del territorio tiene las mejillas blancuzcas.

## Comportamiento
Viven en parejas con en pequeñas bandadas durante el día, la mayor parte del tiempo en el suelo buscando semillas de pastos caídas. En la tarde y temprano por la mañana, un gran número de aves suelen volar hasta espejos de agua para beber o bañarse mientras se mueven y cantan profusamente. 
Las parejas construyen un nido con forma de domo usando como material pastos que recogen en la cercanía, plumas. Lo construyen al finalizar la estación lluviosa o al principio de la seca. La posición del nido varía: puede estar sobre los 20 metros o simplemente escondido entre los pastos más largos. Ponen de 5 a 6 huevos blancos que son empollados.